# Grecia continental

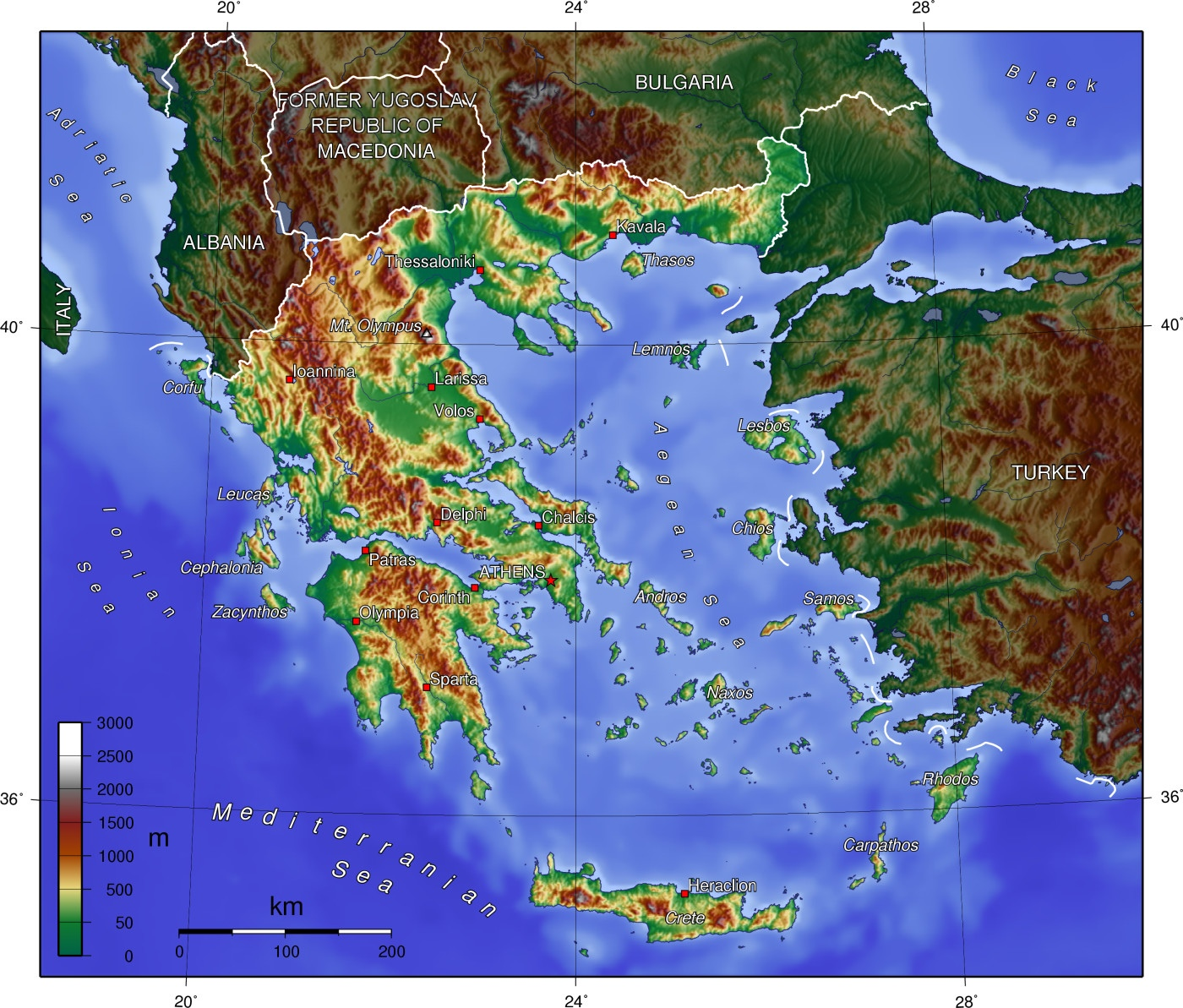
Ejemplo de Grecia continental

La expresión Grecia continental se corresponde a los territorios de Grecia que están en la península balcánica —localizada en el extremo suroriental de Europa y rodeada por los mares Egeo, el Mediterráneo y Jónico—, por oposición a los de la Grecia insular, que corresponden a las islas griegas. En general su terreno es muy montañoso y constituye una barrera natural la cual encierra y aísla la región protegiéndola de pueblos invasores. 
En el norte de la Grecia continental destacan los montes Olimpo, Pindo y Parnaso, y en el sur los montes Taigeto y el Parnón, entre los cuales se encuentran pequeños valles que forman fértiles llanuras del Ática beocia, de Macedonia, de Tesalia y de Tracia